# Impulo
Impulo – miasto w Angoli, w prowincji Huíla.